# Tepezalá
Tepezalá är en kommunhuvudort i Mexiko.   Den ligger i kommunen Tepezalá och delstaten Aguascalientes, i den centrala delen av landet, 400 km nordväst om huvudstaden Mexico City. Tepezalá ligger 2 121 meter över havet och antalet invånare är 3 868.
Terrängen runt Tepezalá är platt åt sydväst, men åt nordost är den kuperad. Terrängen runt Tepezalá sluttar västerut. Runt Tepezalá är det ganska tätbefolkat, med 108 invånare per kvadratkilometer. Närmaste större samhälle är Pabellón de Arteaga, 13,8 km sydväst om Tepezalá. Omgivningarna runt Tepezalá är i huvudsak ett öppet busklandskap.